# Enzo Moser
Enzo Moser (Palù di Giovo, 5 novembre 1940 – Giovo, 25 luglio 2008) è stato un ciclista su strada e dirigente sportivo italiano.
Professionista dal 1962 al 1967, conta una sola vittoria da professionista, il Giro del Trentino.

## Carriera
Dopo una promettente carriera dilettantistica, divenne corridore ciclista professionista nel 1962, vincendo nello stesso anno la prima edizione del Giro del Trentino, allora disputato come corsa in linea. Nel Giro d'Italia 1964 indossò anche la maglia rosa per due tappe, la terza e la quarta, cedendola quindi a Jacques Anquetil, poi vincitore.
Dopo essersi ritirato dal professionismo nel 1967, divenne direttore sportivo di diverse società ciclistiche e costruttore di biciclette.

### Morte
Morì a 67 anni travolto dal trattore che stava guidando nell'azienda agricola di famiglia..

## Palmarès
- 1961

Trofeo Alcide De Gasperi
- 1962

Giro del Trentino

## Piazzamenti

### Grandi Giri
- Giro d'Italia

1963: 22º
1964: 22º
1965: 27º

### Classiche monumento
- Milano-Sanremo

1962: 73º
1964: 66º
1965: 41º
- Giro di Lombardia

1962: 11º
1963: 35º